# Wahlkreis Caithness, Sutherland and Ross
| Caithness, Sutherland and Ross                         |
| ------------------------------------------------------ |
| Caithness, Sutherland and Ross · Highlands and Islands |
| Gebildet                                               |
| 2011                                                   |
| Abgeordneter                                           |
| Maree Todd (SNP)                                       |
| Regionen                                               |
| Highland                                               |

Caithness, Sutherland and Ross ist ein Wahlkreis für das Schottische Parlament. Er wurde im Zuge der Revision der Wahlkreise im Jahre 2011 als einer von acht Wahlkreisen der Wahlregion Highlands and Islands eingeführt. Caithness, Sutherland and Ross, das die nördlichen Regionen der Council Area Highland umfasst, entstand aus Teilen der ehemaligen Wahlkreise Caithness, Sutherland and Easter Ross und Ross, Skye and Inverness West. Der Wahlkreis umfasst die traditionellen Grafschaften Caithness und Sutherland sowie Teile der Verwaltungsgrafschaft Ross and Cromarty mit den Städten Wick, Thurso und Kyle of Lochalsh und entsendet einen Abgeordneten.
Der Wahlkreis erstreckt sich über eine Fläche von 12.434 km2. Im Jahre 2020 lebten 69.491 Personen innerhalb seiner Grenzen.

## Wahlergebnisse

### Parlamentswahl 2011
| Ergebnisse der Parlamentswahl 2011 | Ergebnisse der Parlamentswahl 2011 | Ergebnisse der Parlamentswahl 2011 | Ergebnisse der Parlamentswahl 2011 |
| Partei                             | Kandidat                           | Stimmen                            | %                                  |
| ---------------------------------- | ---------------------------------- | ---------------------------------- | ---------------------------------- |
| SNP                                | Rob Gibson                         | 13.843                             | 48,4                               |
| Liberal Democrats                  | Robbie Rowantree                   | 6385                               | 22,3                               |
| Labour                             | John MacKay                        | 5438                               | 19,0                               |
| Conservative                       | Edward Mountain                    | 2934                               | 10,3                               |
| Wahlbeteiligung: 28.600 (51,89 %)  |                                    |                                    |                                    |

### Parlamentswahl 2016
| Ergebnisse der Parlamentswahl 2016 | Ergebnisse der Parlamentswahl 2016 | Ergebnisse der Parlamentswahl 2016 | Ergebnisse der Parlamentswahl 2016 | Ergebnisse der Parlamentswahl 2016 |
| Partei                             | Kandidat                           | Stimmen                            | %                                  | ±                                  |
| ---------------------------------- | ---------------------------------- | ---------------------------------- | ---------------------------------- | ---------------------------------- |
| SNP                                | Gail Ross                          | 13.937                             | 43,3                               | −5,1                               |
| Liberal Democrats                  | Jamie Stone                        | 10.024                             | 31,1                               | +8,8                               |
| Conservative                       | Struan Mackie                      | 4.912                              | 15,3                               | +5,0                               |
| Labour                             | Leah Franchetti                    | 3.334                              | 10,4                               | −8,7                               |
| Wahlbeteiligung: (58,4 %)          |                                    |                                    |                                    |                                    |

### Parlamentswahl 2021
| Ergebnisse der Parlamentswahl 2021 | Ergebnisse der Parlamentswahl 2021 | Ergebnisse der Parlamentswahl 2021 | Ergebnisse der Parlamentswahl 2021 | Ergebnisse der Parlamentswahl 2021 |
| Partei                             | Kandidat                           | Stimmen                            | %                                  | ±                                  |
| ---------------------------------- | ---------------------------------- | ---------------------------------- | ---------------------------------- | ---------------------------------- |
| SNP                                | Maree Todd                         | 15.889                             | 43,1                               | −0,2                               |
| Liberal Democrats                  | Molly Nolan                        | 13.298                             | 36,1                               | +5,0                               |
| Conservative                       | Struan Mackie                      | 5.170                              | 14,0                               | −1,3                               |
| Labour                             | Marion Donaldson                   | 2.016                              | 5,5                                | −4,9                               |
| Freedom Alliance                   | Tina McCaffery                     | 289                                | 0,8                                | +0,8                               |
| Libertarian                        | Harry Christian                    | 222                                | 0,6                                | +0,6                               |
| Wahlbeteiligung: 65 %              |                                    |                                    |                                    |                                    |